# 11-es vízibusz (Velence)
A velencei 11-es jelzésű autóbusszal kombinált vízibusz a Lido, Santa Maria Elisabetta és Chioggia között közlekedik. A viszonylatot az ACTV üzemelteti.

## Története
A 11-es vízibusz eredetileg csak nyáron közlekedett, viszont hosszabb útvonalon, a San Marcótól, később a Riva degli Schiavonitól indult, majd a Lidótól a mai útvonalon közlekedett. A kilencvenes évek elején rövidítették le a vonalát a jelenlegire.
A járat érdekessége, hogy a Lidon és a Pellestrina szigeten autóbuszok közlekednek 11-es jelzéssel, a szigetek között pedig komp közlekedik. (Az autóbusz jelzése a 80-as évek elejéig 11/ volt.)
A 11-es járat történelme:
| Időszak     | Járat- szám | Megállók |
| ----------- | ----------- | --- |
| 1978 – 1983 | 11          | San Marco (Giardini) – Lido, Santa Maria Elisabetta – Alberoni – Santa Maria del Mare – Pellestrina – Caroman – Chioggia |
| 1984 – 1990 | 11          | Riva degli Schiavoni – Lido, Santa Maria Elisabetta – Alberoni – Santa Maria del Mare – Pellestrina – Caroman – Chioggia |
| 1991 – ma   | 11          | Lido, Santa Maria Elisabetta – Alberoni – Santa Maria del Mare – Pellestrina – Caroman – Chioggia                        |

## Megállóhelyei
| sz. | idő (perc) | jármű | megállóhely neve                                    | sz. | idő (perc) | átszállási kapcsolatok                                                                                 | látnivalók             |
| --- | ---------- | ----- | --------------------------------------------------- | --- | ---------- | --- | ---------------------- |
| 0   | 0          | busz  | Lido, Santa Maria Elisabetta                        | 34  | 75         | 1, 2, 5.1, 5.2, 6, 8, 10, 14, 18, N, Alilaguna B, Alilaguna R, Alilaguna V; Lido buszok: A, B, C, N, V | Santa Maria Elisabetta |
| 1   | 3          | busz  | Lido, Lion's Bar                                    | 33  | 72         | V |                        |
| 2   | 5          | busz  | Lido, Galoppatoio                                   | 32  | 70         | |                        |
| 3   | 7          | busz  | Lido, Via del Giolito                               | 31  | 68         | A, B, N                                                                                                |                        |
| 4   | 9          | busz  | Malamocco, Via Alvisopoli                           | 30  | 66         | A, B, N                                                                                                |                        |
| 5   | 11         | busz  | Malamocco centro                                    | 29  | 64         | A, B, N                                                                                                |                        |
| 6   | 15         | busz  | Alberoni, Ospedale San Camillo                      | 28  | 60         | N |                        |
| 7   | 16         | busz  | Alberoni, Stella Maris                              | 27  | 59         | A, N                                                                                                   |                        |
| 8   | 18         | busz  | Alberoni, Strada della Droma                        | 26  | 57         | A, N                                                                                                   |                        |
| 9   | 19         | busz  | Alberoni, Zaffi da Barca                            | 25  | 56         | A, N                                                                                                   |                        |
| 10  | 20         | komp  | Alberoni Rocchetta                                  | 24  | 55         | |                        |
| 11  | 29         | komp  | Santa Maria del Mare                                | 23  | 46         | |                        |
| 12  | 30         | busz  | Santa Maria del Mare, Strada dei Murazzi            | 22  | 45         | N |                        |
| 13  | 31         | busz  | Santa Maria del Mare, Penello 2                     | 21  | 44         | |                        |
| 14  | 32         | busz  | San Pietro in Volta, Belvedere                      | 20  | 43         | N |                        |
| 15  | 33         | busz  | San Pietro in Volta, Via di Botta                   | 19  | 42         | N |                        |
| 16  | 34         | busz  | San Pietro in Volta centro                          | 18  | 41         | N |                        |
| 17  | 35         | busz  | San Pietro in Volta, Via Cimitero                   | 17  | 40         | N |                        |
| 18  | 36         | busz  | Porto Secco                                         | 16  | 39         | N |                        |
| 19  | 37         | busz  | Porto Secco, Campo Sportivo                         | 15  | 38         | N |                        |
| 20  | 38         | busz  | Località Mara                                       | 14  | 37         | N |                        |
| 21  | 39         | busz  | Vasche                                              | 13  | 36         | N |                        |
| 22  | 40         | busz  | San Antonio di Pellestrina, Civico 1250 "Marinomar" | 12  | 35         | N |                        |
| 23  | 41         | busz  | San Antonio di Pellestrina, Ex Macello              | 11  | 34         | N |                        |
| 24  | 42         | busz  | San Antonio di Pellestrina, Cantiere Navale de Poli | 10  | 33         | N |                        |
| 25  | 43         | busz  | San Antonio di Pellestrina centro                   | 9   | 32         | N |                        |
| 26  | 44         | busz  | Brasiola                                            | 8   | 31         | N |                        |
| 27  | 45         | busz  | Pellestrina, Scuola Elementare                      | 7   | 30         | N |                        |
| 28  | 46         | busz  | Pellestrina, La Rosa                                | 6   | 29         | N |                        |
| 29  | 47         | busz  | Pellestrina, Campo Stella                           | 5   | 28         | N |                        |
| 30  | 48         | busz  | Pellestrina, Campo Tre Rose                         | 4   | 27         | N |                        |
| 31  | 49         | busz  | Pellestrina, Piazzale Caduti Giudecca               | 3   | 26         | N |                        |
| 32  | 50         | hajó  | Pellestrina (Cimitero)                              | 2   | 25         | |                        |
| 33  | 62         | hajó  | Caroman                                             | 1   | 13         | |                        |
| 34  | 75         | hajó  | Chioggia                                            | 0   | 0          | 19, chioggiai buszok                                                                                   |                        |

Megjegyzés: A dőlttel szedett járatszámok időszakos (nyári) járatokat jelölnek.